# خضر (عفرين)
خضر قرية سوريّة تتبع إداريّاً لمحافظة حلب منطقة عفرين ناحية مركز بلبل، بلغ تعداد سكانها 810 نسمة حسب التعداد السكاني لعام 2004.